# 医学の歴史 (小川鼎三)
『医学の歴史』（いがくのれきし）は解剖学者、小川鼎三の新書である。1964年中公新書から出版された。同年の毎日出版文化賞を受賞した。古代から東西の医学の歴史が概説されるが、日本の医学の歴史、解剖学の分野をやや詳しく紹介される。

## 内容概要
- 第1章：古代の医学
  - 古代ギリシャ、中国の医学についてと日本への中国の医学の伝来が紹介される。日本の医学の始まりとしては、新羅、呉から来日した金武、徳来、知聡や遣隋使として中国で医学を学んだ、恵日、福因が紹介される。808年の『大同類聚方』を編纂した安倍真直、出雲広貞や『金蘭方』を編集した菅原峯嗣が紹介される。
- 第2書：中世の医学
  - イスラム世界の医学からヨーロッパでの大学の誕生、中国医学の発展について概観される。日本の鎌倉時代から江戸以前の医師として下記の人物が紹介される。
  - 栄西 - 『喫茶養生記』2巻を著す。
  - 梶原性全 - 『頓医抄』50巻、『万安方』を著す。
  - 良観房忍性 - 鎌倉の極楽寺に病人を救う施設を作る。
  - 有隣 - 『福田方』12巻を著す。
  - 竹田昌慶 - 明に留学し帰国後、天皇の侍医となる。
  - 安芸守定 - 日本産婦人科医の祖とされる。
  - 阿佐井野宗瑞 - 『医書大全』24巻を翻刻。
  - 田代三喜、曲直瀬道三、永田徳本 - 戦国から安土桃山期の医師。
- 第3章：近世ヨーロッパの医学
  - 16世紀、イタリアの解剖学者、アンドレアス・ヴェサリウスの『人体の構造に関する7つの本』の発表に始まる実証的な医学と、パラケルスス、アンブロワーズ・パレや血液循環説を唱えた、ウイリアム・ハーベー、体温計を作った サントーリオ・サントーリオらが紹介され、臨床医学を発展させたトーマス・シーデナムやヘルマン・ブールハーフェ、ゲラルド・ファン・スウィーテンが紹介される。
- 第4章：近世の日本医学
  - 西洋医学の伝来と江戸期の日本医学の発展について下記の人々や歴史的事柄が紹介される。
  - アルメイダ - ポルトガルの医師、1557年大友宗麟の庇護を受けて、豊後の府内に洋式病院を設けて治療を行う。1584年に天草で没する。
  - 栗崎道喜 - 天正年間にルソンに学び、栗崎流外科を起こす。
  - フェレイラ - ポルトガル人宣教師、捕らえられ棄教して、沢野忠庵を名のる。医学知識を日本人に教える。
  - カスパル・シャムベルゲル - オランダ人医師、1649年長崎来航、通詞、猪俣伝兵衛などを指導
  - 楢林鎮山　長崎通詞、『紅夷外科宗伝』を著す。
  - テン・レイネ - オランダ人医師　1674年長崎来航、西洋に鍼灸術を紹介
  - ケンペル1690年に日本に来航、1727年に出版された『日本誌』の著者。
  - 本木良意、通詞、ドイツ人、レムメリンの解剖書を翻訳、1772年、鈴木宗云によって『和蘭全躯内外分合図』として出版
  - 名古屋玄医、古医方の創始
  - 山脇東洋、古医方の医師、1754年に人体解剖を行い1759年に『蔵志』を出版
  - 前野良沢、杉田玄白 - ヨハン・クルムスの『解剖学図譜』のオランダ語訳本を訳して1774年、『解体新書』を出版する。
  - 李時珍 - 1593年、『本草綱目』52巻を著し、1,892種の薬物を記載した。
  - B．ホブソン - イギリス人宣教師、医師。中国名、合信。1851年、中国で『全体新論』を出版し、西洋解剖学を紹介。
  - 大槻玄沢 -『蘭学階梯』『瘍医新書』を出版。1826年『重訂解体新書』を出版。1786年蘭学塾、芝蘭堂を開く。
  - シーボルト
  - 緒方春朔 - 筑前秋月藩、藩医。1790年、鼻乾苗法で人痘法を行い、日本最初の種痘を行った。
  - モーニッケ -　オランダ医師、牛痘を日本にもたらす。楢林宗建、緒方洪庵、笠原良策らによって種痘が広められる。
  - 永富独嘯庵　漢蘭折衷派の医師。
  - 華岡青洲
- 第5章：19世紀半ば以降
  - ポンペ　1857年、幕府によって招かれ、長崎に医学所が作られ、1862年まで日本滞在し松本良順ら多くの医師を指導する。ポンペの後、ボードイン、マンスフェルトが来日する。
  - 相良知安 - 佐賀藩士、1869年（明治2年）新政府の医学取調御用掛となりドイツ医学の採用を推進する。
  - レオポルト・ミュルレル、テオドール・ホフマン、1871年来日、日本の医学教育を改革する。
  - ベルツ - 1876年に来日、25年間滞日し、内科の分野で日本医学教育に貢献。
  - ユリウス・スクリバ - 1881年来日、1901年まで外科の分野で日本医学教育に貢献。
  - 北里柴三郎 - 1883年ドイツ留学し、コッホのもとで破傷風菌の純培養に成功。帰国後、1892年に伝染病研究所の所長となる。
  - ヨハン・ミュルレル - ドイツ医学の近代化を推進する。
  - テオドール・シュワン - 細胞説を樹立
  - ヤーコプ・ヘンレ -　組織学の分野で業績

## 類書
- 『生命の探求者』平澤興著　新学社文庫

## 書誌情報
- 『医学の歴史』 、中公新書（1964年4月）ISBN  412-1000390